# Riesgo laboral

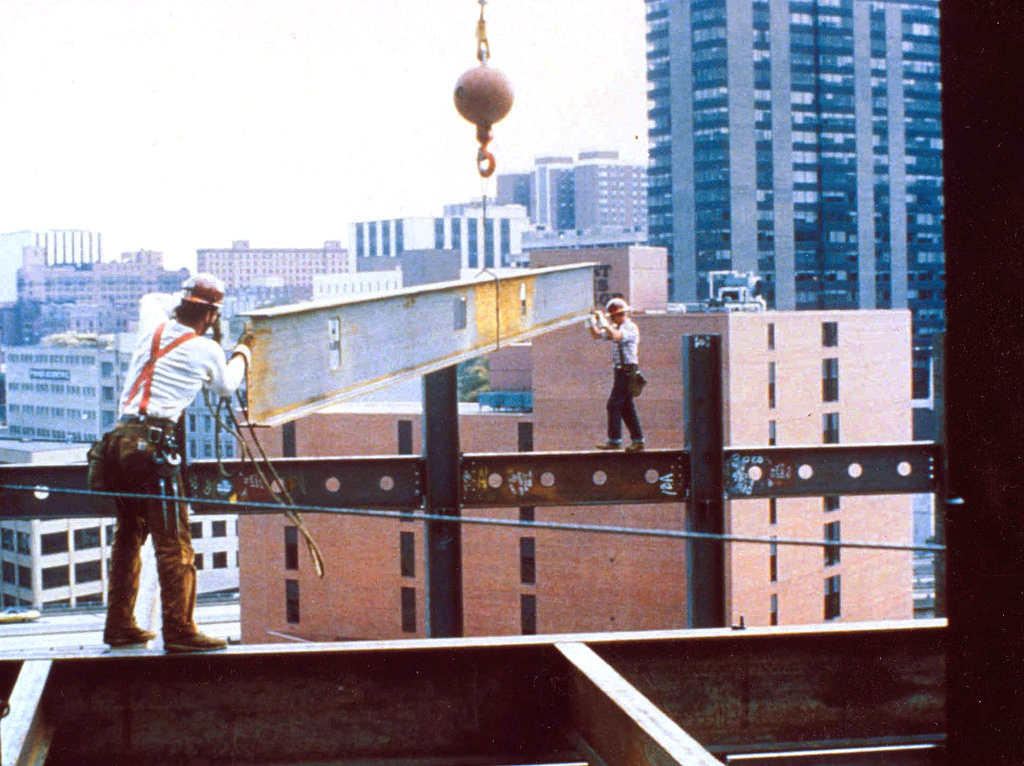
Trabajadores de la construcción en altura sin el equipo de seguridad adecuado

Un riesgo laboral o riesgo ocupacional es un riesgo experimentado en el lugar de trabajo. Los peligros ocupacionales pueden abarcar muchos tipos de peligros, incluidos los peligros químicos, los peligros biológicos (peligros biológicos), los peligros psicosociales y los peligros físicos. En los Estados Unidos, el Instituto Nacional de Seguridad y Salud Ocupacional (NIOSH) lleva a cabo investigaciones en el lugar de trabajo e investigaciones que abordan los peligros de salud y seguridad en el lugar de trabajo que dan como resultado pautas. La Administración de Salud y Seguridad Ocupacional (OSHA) establece estándares aplicables para prevenir lesiones y enfermedades en el lugar de trabajo. En la UE, EU-OSHA desempeña un papel similar.
Riesgo ocupacional como término significa riesgos a corto y largo plazo asociados con el entorno laboral y es un campo de estudio dentro de la seguridad y salud ocupacional y la salud pública. Los riesgos a corto plazo pueden incluir lesiones físicas, mientras que los riesgos a largo plazo pueden ser un mayor riesgo de desarrollar cáncer o enfermedad cardíaca.
En un estudio histórico, la Organización Mundial de la Salud, junto con la Organización Internacional del Trabajo, estimaron que el riesgo ocupacional con la mayor carga de enfermedad es la exposición a largas horas de trabajo, es decir, trabajar 55 horas o más por semana, con un estimado de 745 194 muertes atribuibles y 23,3 millones de años de vida ajustados por discapacidad debido únicamente a enfermedades cardiovasculares.

## Riesgos ligados a las condiciones de seguridad
Entre los principales riesgos se pueden encontrar:
- El lugar y la superficie de trabajo: el orden y la limpieza evitan la mayoría de los accidentes
- Herramientas: las principales causas de lesiones son debidas a su uso inapropiado, inadecuación al trabajo a realizar, por estar defectuosas y por su almacenamiento incorrecto
- Máquinas: deben instalarse, utilizarse y mantenerse siguiendo las instrucciones del fabricante.
- Electricidad: se debe siempre: cortar todas las fuentes en tensión, bloquear los aparatos de corte, verificar la ausencia de tensión, poner a tierra y en cortocircuito todas las posibles fuentes de tensión, y delimitar y señalizar la zona de trabajo.
- Incendios: formación de los trabajadores y simulacros, para que cada trabajador sepa lo que tiene que hacer en un incendio.
- Almacenamiento, manipulación y transporte: almacenar los materiales de forma correcta, evitando entrecruzamientos entre materiales y personas.
- Señalización: aunque es una técnica de seguridad complementaria, nunca elimina el riesgo.
- Trabajos de mantenimiento: deben ser planificados, eliminado la realización de operaciones puntuales y deben ser realizados por personal especializado.

## Peligros químicos
Los peligros químicos son un subtipo de peligros ocupacionales que involucran químicos peligrosos. La exposición a productos químicos en el lugar de trabajo puede causar efectos perjudiciales para la salud agudos o a largo plazo. Existen muchas clasificaciones de sustancias químicas peligrosas, que incluyen neurotoxinas, agentes inmunes, agentes dermatológicos, carcinógenos, toxinas reproductivas, toxinas sistémicas, asmagenos, agentes neumoconióticos y sensibilizadores.
El NIOSH establece límites de exposición recomendados (REL) y recomienda medidas preventivas sobre sustancias químicas específicas con el fin de reducir o eliminar los efectos negativos para la salud de la exposición a esas sustancias químicas. Además, NIOSH mantiene un índice de peligros químicos basado en su nombre químico, Número de registro del Servicio de Resúmenes Químicos (CAS No.) y Número RTECS.
Esto es evidencia de que la exposición en el lugar de trabajo a peligros como el polvo de sílice, los escapes del motor o los humos de soldadura, entre otros, están asociados con una mayor prevalencia de enfermedades cardíacas. Se ha demostrado que otros peligros en el lugar de trabajo aumentan el riesgo de enfermedad cardíaca pulmonar, accidente cerebrovascular y presión arterial alta.

### Efectos
Las sustancias químicas penetran en el organismo por inhalación, absorción de la piel o ingestión. Estos dependen tanto de la naturaleza de la sustancia, su concentración y tiempo de exposición; pudiendo clasificarlos como:
- Corrosivos: producen destrucción parcial o total de los tejidos con los que contacta (piel, ojos y sistema digestivo principalmente).
- Irritantes: causan inflamación de los tejidos con los que contacta.
- Reacciones alérgicas: dermatológicas o respiratorias.
- Neumoconióticos: producen alteración crónica pulmonar por la inhalación prolongada.
- Asfixiantes: impiden la transferencia de oxígeno a los tejidos.
- Anestésicos y narcóticos: actúan como depresores del sistema nervioso central provocando efectos normalmente reversibles.
- Cancerígenos.
- Tóxicos sistémicos: son agentes que causan lesiones en determinados órganos o sistemas específicos del organismo.

## Peligros biológicos
Los agentes biológicos, incluidos los microorganismos y las toxinas producidas por los organismos vivos, pueden causar problemas de salud en los trabajadores. La influenza es un ejemplo de riesgo biológico que afecta a una amplia población de trabajadores.

Quienes trabajan al aire libre se encuentran con numerosos peligros biológicos, como mordeduras y picaduras de insectos, arañas, serpientes y escorpiones, dermatitis de contacto por exposición al urushiol de plantas venenosas de Toxicodendron Enfermedad de Lyme, Virus del Nilo Occidental, y coccidioidomicosis. Según el NIOSH, los trabajadores al aire libre en riesgo de estos peligros:
...incluyen agricultores, silvicultores, paisajistas, jardineros, jardineros, pintores, techadores, adoquines, trabajadores de la construcción, obreros, mecánicos y cualquier otro trabajador que pase tiempo al aire libre.
Los profesionales de la salud corren el riesgo de exponerse a enfermedades transmitidas por la sangre (como el VIH, la hepatitis B y la hepatitis C) y,
en particular, a las enfermedades infecciosas emergentes, especialmente cuando no se dispone de suficientes recursos para controlar la propagación de la enfermedad. Los trabajadores de la salud veterinaria, incluidos los veterinarios, corren el riesgo de exposición a enfermedades zoonóticas. Aquellos que realizan trabajo clínico en el campo o en un laboratorio corren el riesgo de exposición al virus del Nilo Occidental si realizan necropsias en aves afectadas por el virus o si están trabajando con tejido infectado.
Otras ocupaciones en riesgo de exposición a peligros biológicos incluyen a los trabajadores avícolas, que están expuestos a bacterias; y tatuadores y perforadores, que corren el riesgo de exposición a patógenos transmitidos por la sangre.

## Riesgos psicosociales y ergonómicos
Los riesgos psicosociales son riesgos laborales que afectan la vida social o la salud psicológica de una persona. Los peligros psicosociales en el lugar de trabajo incluyen el agotamiento ocupacional y el estrés ocupacional, que pueden conducir al agotamiento.
La ergonomía trata de mejorar las condiciones de trabajo adaptando el trabajo a la persona teniendo en cuenta las características físicas y psíquicas.

## Peligros físicos
Los peligros físicos son un subtipo de peligros ocupacionales que involucran peligros ambientales que pueden causar daño con o sin contacto. Los peligros físicos incluyen peligros ergonómicos, radiación, estrés por calor y frío, peligros por vibraciones y peligros por ruido.

### Ruido
Las fuentes de ruido son numerosas, pero principalmente hay que destacar los trabajos en fundiciones, carpinterías, fábricas textiles, sector del metal, etc. Puede provocar problemas de comunicación, disminución de la capacidad de concentración, somnolencia, alteraciones en el rendimiento laboral, sordera, taquicardia, aumento de la tensión arterial, trastornos del sueño, etc. La pérdida de audición ocupacional es la enfermedad ocupacional más común en el sector manufacturero. Los trabajadores de ciertos campos, como los músicos, mineros, e incluso los involucrados en las carreras de autos stock, están expuestos a niveles más altos de ruido y, por lo tanto, tienen un mayor riesgo de desarrollar pérdida auditiva.
Si bien la pérdida auditiva permanente inducida por el ruido se puede prevenir. Como problema tan generalizado, NIOSH se ha comprometido a prevenir la pérdida auditiva futura de los trabajadores mediante el establecimiento de límites de exposición recomendados (REL) de 85 dB (A) para un promedio ponderado en el tiempo (TWA) de 8 casas. El programa Buy Quiet fue desarrollado por NIOSH para alentar a los empleadores a reducir los niveles de ruido en el lugar de trabajo mediante la compra de modelos de herramientas y maquinaria más silenciosos. Además, una asociación con la Asociación Nacional de Conservación de la Audición (NHCA) ha resultado en la creación del Premio Safe-in-Sound para reconocer la excelencia y la innovación en el campo de la prevención de la pérdida auditiva.

### Vibración
Las máquinas, herramientas y vehículos que originan vibraciones, que pueden llegar a provocar lumbalgias, lesiones de muñeca, codo, calambres, hormiguillo, disminución de la fuerza de agarre, etc.

### Radiación no ionizante
Es la radiación incapaz de producir fenómenos de ionización. Se clasifican en:
- Radiación ultravioleta, emitida por soldaduras y corte con arco eléctrico; lámparas incandescentes, lámparas fluorescentes; tratamiento de pinturas, tintas, colas, etc., que pueden provocar: quemaduras superficiales, enrojecimiento de piel o lesiones en ojos.
- Radiación infrarroja, que puede provenir tanto del sol, o fuentes térmicas como los hornos, soplado de vidrio, lámparas incandescentes, llamas, etc.
- Efectos: quemaduras en piel y ojos, cataratas, etc.
- Microondas y radiofrecuencias, provenientes de hornos de microondas, procesos de esterilización y soldadura, emisoras de radio y televisión, instalaciones de radar y telecomunicaciones; puede provocar un aumento de la temperatura corporal.
- Radiación láser, utilizado en cirugía, construcción o comunicaciones; puede provocar lesiones en retina o quemaduras.

### Radiación ionizante
Es la radiación capaz de actuar sobre el cuerpo humano causando alteraciones de la célula y los tejidos. Pudiendo originarse en  reactores nucleares, tubos de rayos x médicos y dentales, aceleradores de partículas, investigación de isótopos radioactivos, gammagrafía industrial. Pueden provocar dermatitis en manos, cataratas o algunas formas de cáncer.

### Temperatura y humedad
Las operaciones industriales pueden suponer condiciones severas de calor y humedad.
- Ambientes fríos: malestar, disminución de la destreza manual e intelectual, congelación, muerte.
- Ambientes calurosos: calambres, agotamiento, deshidratación, golpe de calor, quemaduras.